# Port d'Hundipea
Le port d'Hundipea (estonien : Hundipea sadam, code EE HUN)  est un port à Tallinn en Estonie,.

## Présentation
Le port est situé sur la  péninsule de Kopli sur la rive de la baie de Tallinn. 
Le port appartient au Conseil des transports.
Le port a neuf places d'amarrage. Il y a un réservoir d'incendie au quai du port.

## Histoire
Le port de maintenance de la base navale, connu sous le nom de Port de Pierre le Grand, était initialement prévu à l'extrémité nord-ouest de la péninsule de Hundpea. Lorsque les travaux ont commencé en 1912, la demande de dragues a augmenté. Elles ont été apportées de Saint-Pétersbourg au Liban, au total environ 20 dragues travaillaient dans le port. 
Les caravanes formées par les dragues ont donné au port le nom populaire de Port des caravanes (en estonien : Karavanisadam).
À l'époque de la base navale, un atelier de mécanique avec un cylindre et un toit en béton et un atelier de forgeron construits ont été achevés dans le port des caravanes (aujourd'hui à Lume tänav 7). Ils sont actuellement en partie utilisés comme entrepôts.
Plus tard, le port a été appelé port d'hydrographie et de cabotage, et le port a également été utilisé comme port d'hivernage. Avant la restauration de l'indépendance de l'Estonie, le port de Hundpea était géré par le service hydrographique militaire de l'Union soviétique et le port s'appelait le port hydrographique.

## Galerie

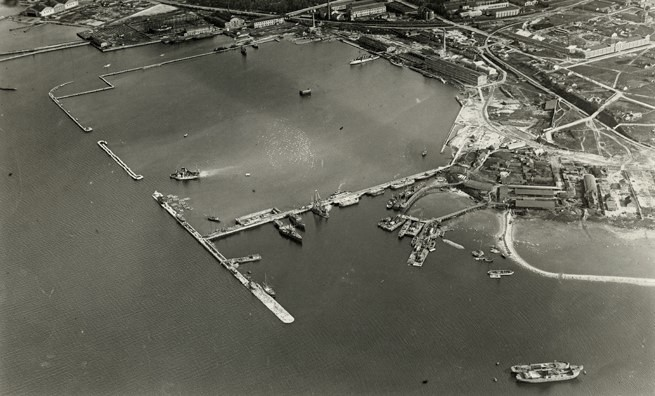
Ports de Miinisadam ja Karavanisadam en 1923.